# سان جوليانو دي بوليا
سان جوليانو دي بوليا (بالإيطالية: San Giuliano di Puglia)‏ هي كومونا في مقاطعة كمبباسة في منطقة مليزة الإيطالية.